# Aleksej Gerasimov
Aleksej Alekseevič Gerasimov (in russo Алексей Алексеевич Герасимов?; Borisoglebsk, 15 aprile 1993) è un calciatore russo, difensore svincolato.

## Caratteristiche tecniche
È un difensore centrale.

## Carriera
Cresciuto nel settore giovanile dell'Ural, dal 2013 al 2017 è stato ceduto in prestito a SKA-Ėnergija, Jetisý, Olimpiec N.N., Belšyna e Tom' Tomsk. Dal 2017 al 2020 ha militato nella formazione riserve dell'Ural, disputando 45 incontri nella terza divisione russa. Promosso in prima squadra ad inizio 2020, ha debuttato in Prem'er-Liga il 28 giugno 2020 disputando l'incontro vinto 2-1 contro il Tambov.